# Carballosa (Muro)
Carballosa es una localidad española perteneciente a la parroquia de San Pedro de Muro, en el municipio de Puerto del Son, provincia de La Coruña. Cuenta con una población de 204 habitantes (INE 2019).